# 滿洲國皇帝即位詔書

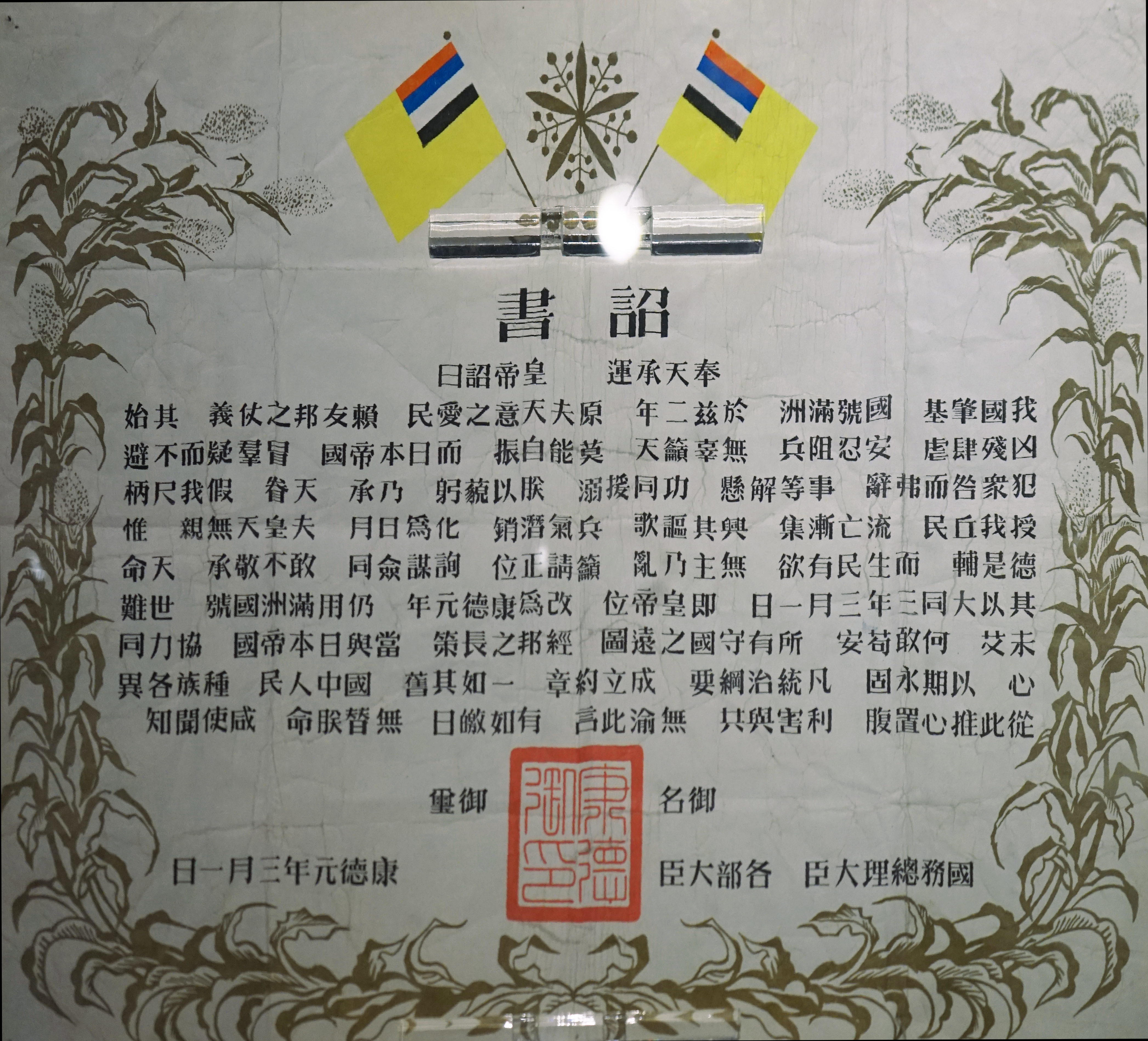
收藏于伪满皇宫博物院的诏书印本

《滿洲國皇帝即位詔書》是溥仪于1934年3月1日第三次登基，成為滿洲國皇帝時颁布的即位诏书，全文共269字。诏书石印纸本长58.5公分，宽42公分，上部正中印有满洲国御纹章，两侧为满洲国国旗，左右及下部边缘为烫金高粱装饰图案，中为宋体印刷、右起为横读的即位诏书正文，正下方盖有朱红小篆体“康德御印”。